# Nychioptera opada
Nychioptera opada là một loài bướm đêm trong họ Erebidae.